# Esterilitat
Esterilitat és la incapacitat d'un organisme, permanent o transitòria, de generar gàmetes viables. Això implica una impossibilitat de reproduir-se, per oposició a la fertilitat. Les causes d'esterilitat són diverses i varien amb la funció del sexe.
Causes dels humans
Dins de l'espècie humana, referent a la dona, les causes poden ser la falta d'ovulació per qüestions hormonals, malformacions en els òrgans sexuals, radiacions nocives, les seqüeles de malalties com tuberculosis i l'existència de quists, fibromes o pòlips. Els factors tòxics que ocasionen discreció hormonal reben poca atenció però tenen una rellevància creixent, des dels presents en l'àmbit domèstic fins al laboral.
Quant als homes, una de les causes freqüents és l'origen genètic: si es produeix una tricoma en algun parell de gens de l'ADN, aquesta es manifesta amb efectes generalment desfavorables, com poden ser la síndrome de Down o la síndrome Klinefelter. L'esterilitat és, per exemple, una de les manifestacions d'aquesta última síndrome. Les causes poden ser la producció d'una quantitat de semen per davall del necessari per fecundar l'òvul, la mobilitat defectuosa dels espermatozoides encara que el nombre sigui adequat, l'obstrucció dels conductes pels que circulen, la disfunció erèctil, seqüeles de malalties com les patrotiditis o febre urliana, radiacions nocives, el cafeïsme i l'alcoholisme.
L'esterilitat és una malaltia que afecta entre el 15 al 20 per cent de les parelles en edat reproductiva, el que equival a dir que una de cada 5 parelles té problemes per a assolir l'embaràs.
La infertilitat, en canvi, és definida com la impossibilitat de dur l'embaràs a terme, perquè el mateix es deté o perquè es perd en algun moment del desenvolupament. En la literatura saxona ambdós termes s'usen en forma indistinta com sinònims; això de vegades és preferible també en espanyol, ja que la paraula esterilitat té una càrrega emocional i una connotació més dura i irreversible que el terme infertilitat. Per aquest motiu les paraules esterilitat i infertilitat s'utilitzen en forma indistinta per a definir a aquella parella amb dificultats per a concebre o mantenir un embaràs després d'un temps adequat de recerca.